# Grande traversée des Vosges
La grande traversée des Vosges (GTV) ou traversée du Massif des Vosges désigne la section des sentiers de grande randonnée GR5 et  GR53 traversant le massif des Vosges de Wissembourg à Belfort sur une distance de 430 km.

## Histoire

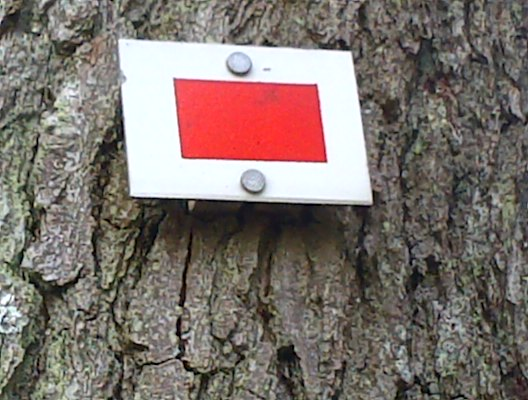
Balisage historique : le rectangle rouge.

En 1897, le Club vosgien crée le sentier dénommé « Le Rectangle Rouge » reliant Wissembourg au territoire de Belfort sur 430 km. La partie partie sud a été homologuée GR°5 en 1947, l'autre devient GR°53 en 1950,.

## Itinéraire
L'itinéraire démarre à Wissembourg, ville fortifiée à la frontière allemande, dans le Parc naturel régional des Vosges du Nord. Après être passé sur les hauteurs de Rott, vignoble le plus au nord de la Route des Vins d'Alsace, le sentier grimpe jusqu'au premier col : le col du Pigeonnier (432 m), il traverse les villages de Climbach et Wingen et poursuit jusqu'au trois premiers châteaux forts de l'itinéraire : le Loewenstein , le Hohenbourg et le Fleckenstein (385m). 
L'itinéraire longe la frontière franco-allemande, ponctué de construction de la Ligne Maginot , passage aux châteaux de Froensbourg et de Wasigenstein, permettant chacune une vue exceptionnelle sur l'océan forestier.
Après Obersteinbach, le sentier bifurque vers le sud et se poursuit vers Windstein. Il entame ensuite l'ascension du Grand Wintersberg, point culminant des Vosges du Nord (581m), ou une tour du Club Vosgien permet un panorama à 360°. 
Dans la vallée, le sentier traverse la ville thermale de Niederbronn-les-Bains, puis remonte vers le château du Wasenbourg (432m) et le site celtique du Jardin des fées. 

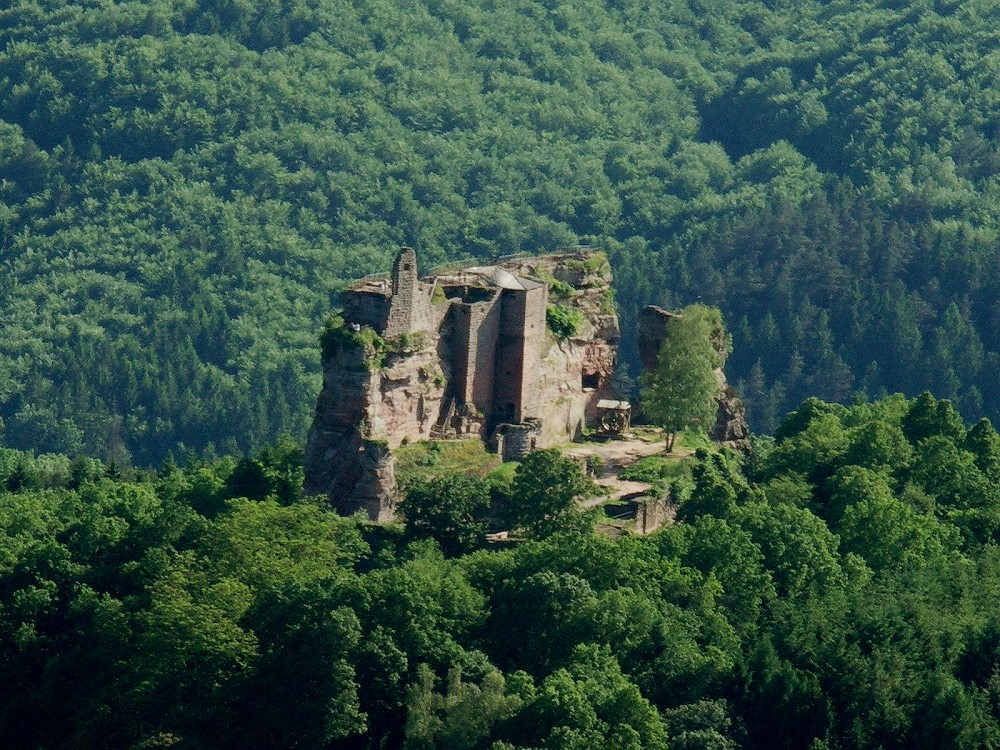
Château fort de Fleckenstein, vaisseau de pierre dans l'océan forestier

Incursion en Moselle, le château du Grand Arnsbourg, à Baerenthal, puis retour en Alsace à Lichtenberg. 
Il passe à La Petite-Pierre, seul château perpétuellement habité depuis sa construction au XIIe siècle, au rocher du corbeau puis aux maisons troglodytes de Graufthal. 
Il quitte le PNR des Vosges du Nord et descend ensuite vers Saverne en passant par le rocher du saut du Prince Charles. Il suit la crête, passe au Haut-Barr (440m), à la tour de Chappe, au Grand-Gerolsdeck et au Petit-Gerolsdeck.
Il se poursuit au sud, passe à proximité du rocher de Dabo, (664m) surmonté de sa chapelle puis vers Wangenbourg-Egenthal. Il passe au Château et au cascade du Nideck puis à Oberaslach et Urmatt. Poursuite vers le rocher de Mutzig (1 008m). Au col de la Côte de l'Engelin, le GR°53 rejoint le GR°5.
Site touristique majeur en Alsace : le Donon (1 009 m). À l'époque des Celtes, c'était un important centre culturel (découvertes gallo-romaines : temples, bas-reliefs, sculptures, ...).
En continuant vers le sud, le sentier arrive à la plateforme du Donon, passe à proximité de Grandfontaine pour arriver à Schirmeck.

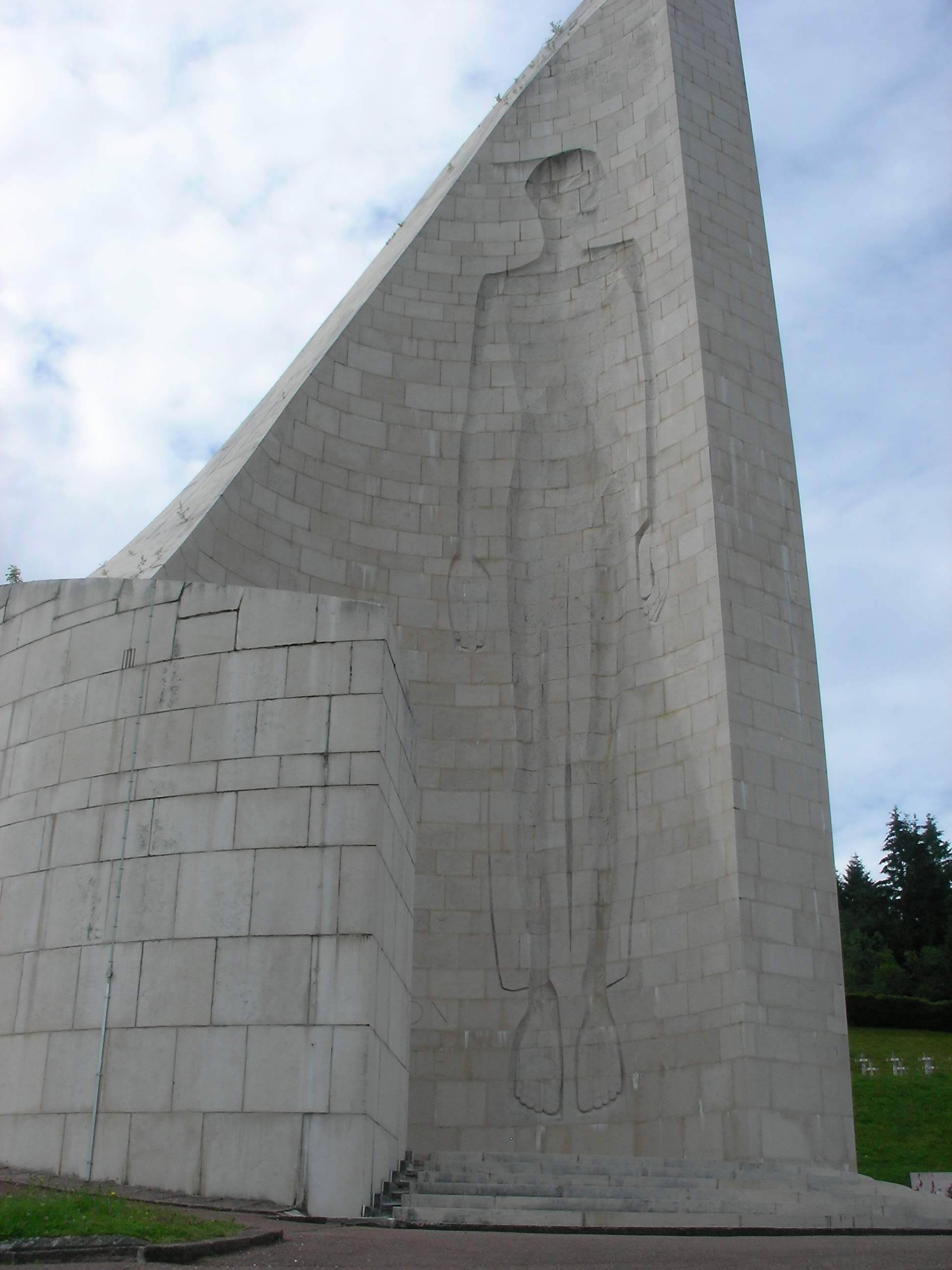
Mémorial aux martyrs et héros de la déportation du Camp du Struthof.

En sortant de la ville par l'est, il rejoint le tristement célèbre Camp de concentration de Natzweiler-Struthof où sont morts au moins 22 000 déportés lors de l'annexion nazie de la Seconde Guerre mondiale. Un mémorial leur rend hommage.
Passage par le col de la Katzmatt (1 018 m) ainsi qu'au col du Champ du Feu, point culminant du département du Bas-Rhin (1 099 m).
Le chemin arrive à la station climatique du Hohwald et poursuit sa route jusqu'au couvent du Mont Sainte-Odile (764 m), célèbre monastère du VIIe siècle.
À proximité se trouve la stèle commémorative de la catastrophe aérienne du 20 janvier 1992.
En descendant, passage au château du Landsberg pour arriver, à travers les vignes, à Barr (hôtel de ville de style Renaissance (1640) et clocher d'église protestante de style roman et gothique).
Passage à proximité de Mittelbergheim pour rejoindre Andlau (église abbatiale des XIe, XVIIe et XVIIIe siècles).

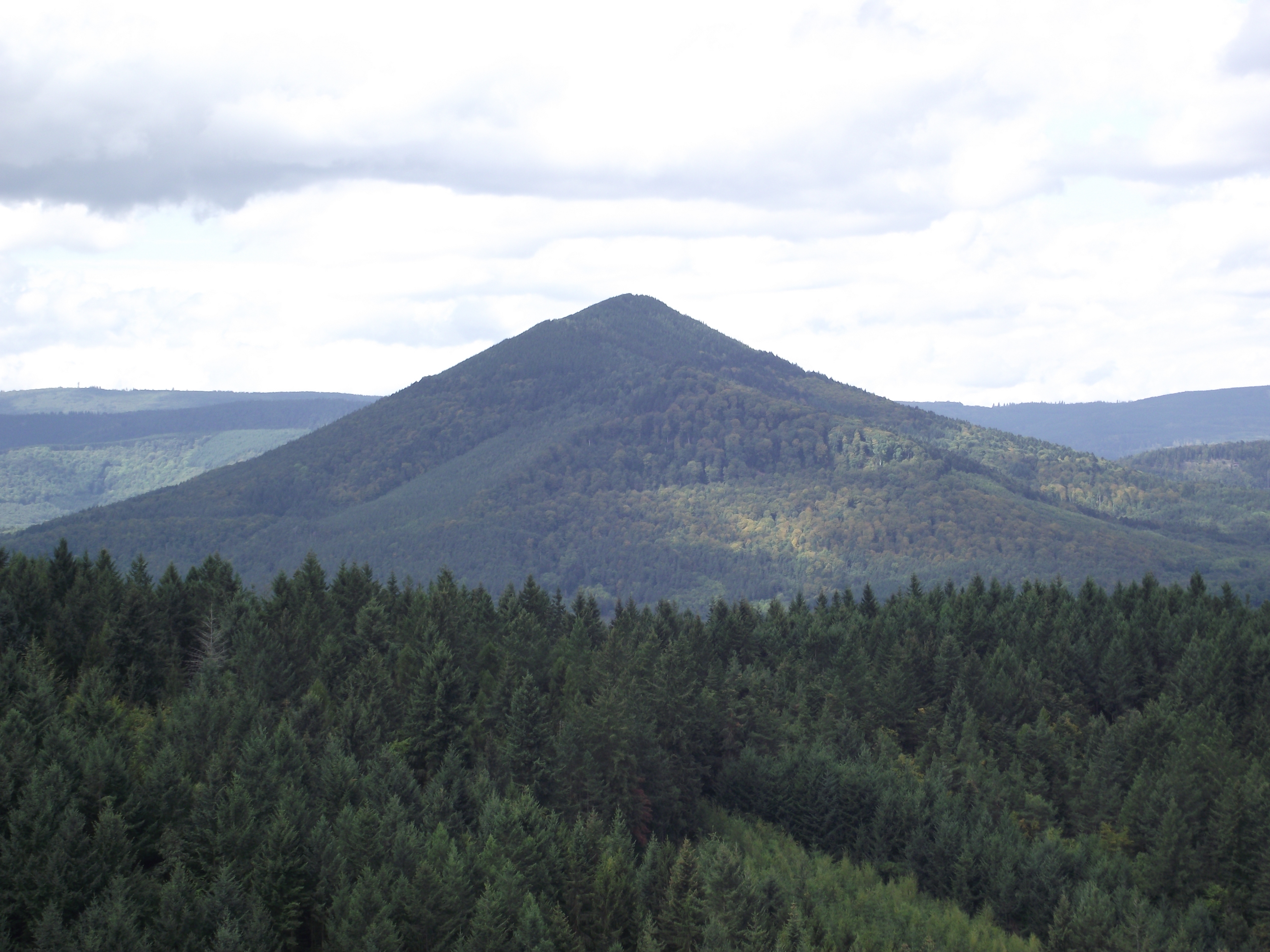
L'Ungersberg vu depuis le Château de Ramstein.

Poursuite au sud pour arriver à l'Ungersberg (901 m), aux ruines du Bernstein (552 m), de l'Ortenbourg (450 m) et du Ramstein (384 m).
Dans la plaine, passage à Châtenois.
Le sentier fait une ascension jusqu'au château du Haut-Koenigsbourg (733 m). C'est le seul château fort d'Alsace à avoir été reconstruit, en 1899, par l'empereur allemand Guillaume II.
Entrée dans le Parc naturel régional des Ballons des Vosges. Poursuite par le col du Schaentzel (583 m) jusqu'à Thannenkirch.
Le sentier croise à nouveau des ruines : le Château du Haut-Ribeaupierre (650 m), celui de Saint-Ulrich (510 m) et, à proximité, celui du Girsberg (510 m) pour arriver à Ribeauvillé (nombreuses rues pittoresques).
Passage au col de Seelacker (673 m), à Aubure (le village de montagne le plus haut d'Alsace), aux cols des Bagenelles (903 m) puis du Bonhomme.
Il continue sa route jusqu'à l'étang du Devin (site classé), à la Tête des Faux (amoncellement de rochers et de restes d'ouvrages militaires allemands de la Première Guerre mondiale), aux cols du Calvaire du Lac Blanc (1 144 m) et de la Schlucht (1 139 m) qui est l'un des passages les plus fréquentés et les plus élevés des Vosges du sud.
Le sentier continue sa montée vers le Hohneck (1 362 m) duquel on dispose d'un vue panoramique étendue.
La route passe aux lacs du Schiessrothried (930 m) puis du Fischboedle (790 m) pour atteindre la vallée de la Wormsa (site classé au fond de la vallée de Munster) et Mittlach (village créé eu XVIIIe siècle).

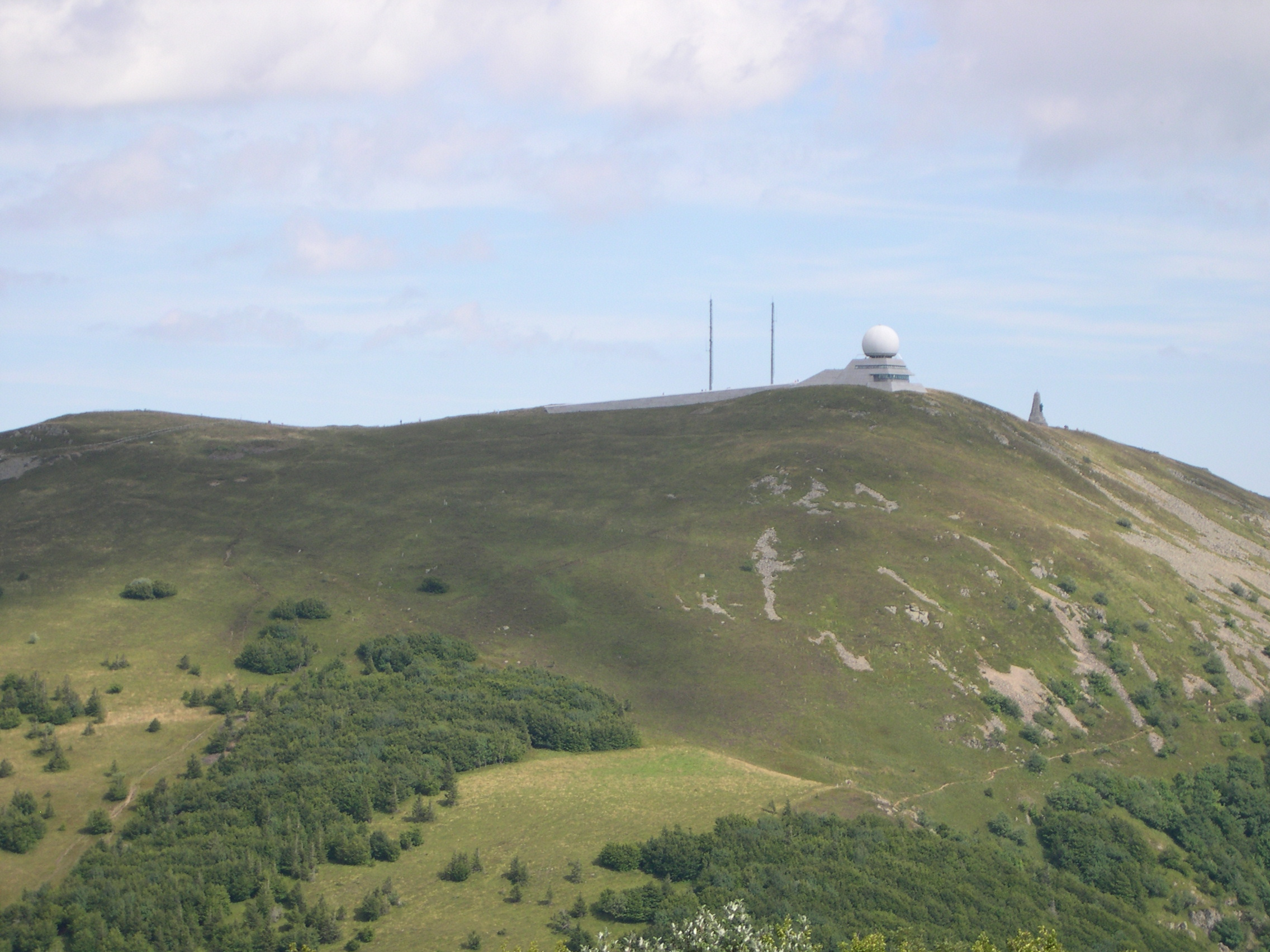
Le Grand Ballon, point culminant des Vosges.

Le GR5 repart en altitude aux cols du Herrenberg (1 186 m) puis du Hahnenbrunnen (1 190 m), au Markstein (1 200 m), au col du Haag (1 231 m), et atteint, par le versant sud le point culminant du massif des Vosges, le Grand Ballon (1 424 m), où se trouve le monument commémoratif des Diables Bleus (sacrifice durant la Première Guerre mondiale).
Passage aux cols du Firstacker (955 m) et Amic (825 m), au château du Freundstein (928 m), au col du Silberloch (906 m), au château de l'Engelsbourg (445 m) du XIIIe siècle, arrivée à Thann (collégiale Saint-Thiébaut gothique des XIVe – XVe siècles).
Le sentier reprend de l'altitude : cols du Staufen (474 m), Hundsruck (748 m), du Rossberg (1 100 m) et des Perches (1 070 m) qui, en passant par la tête des Perches (1 222 m), permet une vue admirable sur le lac des Perches.
Passage au col des Charbonniers (1 117 m) pour finir au Ballon d'Alsace (1 247 m), à cheval sur les départements du Haut-Rhin, des Vosges, de la Haute-Saône et du Territoire de Belfort.